# Łętów
Łętów – wieś sołecka w Polsce położona w województwie mazowieckim, w powiecie garwolińskim, w gminie Borowie. Leży nad Wilgą.
Wierni Kościoła rzymskokatolickiego należą do parafii Przemienienia Pańskiego w Garwolinie.
W latach 1975–1998 miejscowość administracyjnie należała do województwa siedleckiego.